# Větrný mlýn Ruprechtov
Větrný mlýn s unikátní Halladayovou turbínou na kraji obce Ruprechtov v okrese Vyškov je technická kulturní památka.
Mlýn byl postaven v roce 1873 jako klasický mlýn holandského typu, s větrným kolem o čtyřech lopatách a s otočnou střechou. Po větrné smršti původní majitel a stavitel mlýna Cyril Wagner instaloval místo klasického větrného kola tzv. Halladayovu turbínu, nazvanou podle svého vynálezce a konstruktéra, amerického farmáře Daniela Halladaye. Kolo turbíny je tvořeno věncem stavitelných žaluzií neboli lopatek, ovladatelných táhly, umožňujícími vhodný náklon ve směru větru i automaticky. Kolo udržuje ve správném směru dvojité kormidlo. Turbína se dnes otáčí ve výšce 16 m nad zemí, má průměr 10 m a váží asi 2 tuny. Mlýn s Halladayovou turbínou je ojedinělý nejen u nás, ale i v Evropě.
Na podzim 2009 byla mlýnu věnována nová poštovní známka nominální hodnoty 10 Kč (autoři Petr Melan, Václav Feit) a také zlatá mince nominální hodnoty 2500 Kč (autor Jiří Harcuba).